# Lepeophtheirus eurus
Lepeophtheirus eurus är en kräftdjursart som beskrevs av Bere 1936. Lepeophtheirus eurus ingår i släktet Lepeophtheirus och familjen Caligidae. Inga underarter finns listade i Catalogue of Life.